# Tennis ai Giochi della VII Olimpiade
Le gare di tennis dei Giochi della VII Olimpiade si sono svolte tra il 16 ed il 24 agosto 1920 ad Anversa. Sono state assegnate medaglie nelle seguenti specialità:
- singolare maschile
- singolare femminile
- doppio maschile
- doppio femminile

## Podi

### Uomini
| Evento                        | Oro                                   | Argento                                  | Bronzo                              |
| Singolare maschile (dettagli) | Louis Raymond                         | Ichiya Kumagae                           | Charles Winslow                     |
| Doppio maschile (dettagli)    | Regno Unito Noel Turnbull Max Woosnam | Giappone Ichiya Kumagae Seiichiro Kashio | Francia Pierre Albarran Max Décugis |

### Donne
| Evento                         | Oro                                         | Argento                                     | Bronzo                                   |
| Singolare femminile (dettagli) | Suzanne Lenglen                             | Dorothy Holman                              | Kathleen McKane                          |
| Doppio femminile (dettagli)    | Regno Unito Kathleen McKane Margaret McNair | Regno Unito Winifred Beamish Dorothy Holman | Francia Élisabeth d'Ayen Suzanne Lenglen |

### Misto
| Evento                  | Oro                                 | Argento                                 | Bronzo                                        |
| Doppio misto (dettagli) | Francia Suzanne Lenglen Max Décugis | Regno Unito Kathleen McKane Max Woosnam | Cecoslovacchia Milada Skrbková Ladislav Žemla |

## Medagliere
| Posizione | Paese          |   |   |   | Totale |
| --------- | -------------- | - | - | - | ------ |
| 1         | Regno Unito    | 2 | 3 | 1 | 6      |
| 2         | Francia        | 2 | 0 | 2 | 4      |
| 3         | Sudafrica      | 1 | 0 | 1 | 2      |
| 4         | Giappone       | 0 | 2 | 0 | 2      |
| 5         | Cecoslovacchia | 0 | 0 | 1 | 1      |
| Totale    | Totale         | 5 | 5 | 5 | 15     |